# تاتلر
تاتلر (بالإنجليزية: Tatler)‏ هي مجلة بريطانية تُنشر بواسطة كونديه ناست للنشر. تُركز المجلة على الأزياء ونمط الحياة، بالإضافة إلى تغطية أخبار المجتمع الراقي والسياسة. تستهدف المجلة الطبقة العليا والطبقة الوسطى العليا في بريطانيا والعالم (مثل تاتلر آسيا وغيرها)، وكذلك المهتمين بالأحداث الاجتماعية. وتتميز بقاعدة قراء هي الأكثر ثراءً بين جميع دور نشر كونديه ناست (متفوقة حتى على مجلة فوغ وغيرها).
تُصدر تاتلر في آسيا عن طريق "تاتلر آسيا"، وفي جمهورية أيرلندا عبر "بيزنس بوست"، وكانت تُنشر سابقًا في روسيا بواسطة "كونديه ناست".

## التاريخ
ظهرت تاتلر لأول مرة في 3 يوليو 1901، بفضل كليمنت شورتر، ناشر مجلة "ذا سفير". اُستوحي اسمها من المجلة الأدبية والاجتماعية الأصلية التي أسسها ريتشارد ستيل عام 1709. كانت تُباع في البداية بشكل غير منتظم تحت اسم The Tatler أو ذا تاتلر، ولفترة ما كانت تُنشر أسبوعيًا، مع عنوان فرعي متغير مثل "مجلة مصورة عن المجتمع والدراما". تضمنت المجلة أخباراً وصوراً لحفلات المجتمع الراقي، والفعاليات الخيرية، وسباقات الخيل، ورحلات الصيد، والأزياء والشائعات، إلى جانب رسوم كاريكاتورية بواسطة "ذا تاوت" وهنري مايو بايتمان.
في عام 1940، استحوذت المجلة على "ذا بايستاندر"، ودمجتهما معًا تحت اسم "ذا تاتلر أند بايستاندر". وفي عام 1961، استحوذ روي تومسون على الشركة الناشرة "إلستريتد نيوزبيبر"، التي كانت تنشر أيضًا ذا سفير وأخبار لندن المصورة. أعيد تسمية المجلة إلى "لندن لايف" عام 1965، لكن في عام 1968 اشترتها مجموعة "مجلة إلستريتد كاونتي" التابعة لغاي وايت، وأُعيد اسم تاتلر. كانت المجموعة تدير عدة مجلات محلية بأسلوب مشابه لتاتلر، حيث تمزج بين المحتوى الموزع والمحتوى المحلي.
وايت، الذي وُصف بـ"محتال بشارب"، أُدين بتهمة الاحتيال عام 1980 بسبب تضخيم أرقام توزيع تاتلر من 15,000 إلى 49,000 نسخة. في عام 1977، بيعت المجلة وأعيد إطلاقها كإصدار شهري تحت اسم "تاتلر أند بايستاندر" حتى عام 1982. وقامت تينا براون، التي عملت كرئيسة تحرير بين 1979 و1983، بتحويل المجلة إلى عنوان اجتماعي حيوي وشبابي، حيث أضافت روح الفكاهة والسخرية، مما زاد من تأثير المجلة وشعبيتها. لاحقًا، استحوذت كونديه ناست على المجلة، وانتقلت براون إلى نيويورك لتعمل في مجلة فانيتي فير.
بعد عدة رؤساء تحرير وأزمات اقتصادية، أعيدت صياغة المجلة في التسعينيات تحت قيادة جاين بروكتر، مما رفع التوزيع إلى أكثر من 90,000 نسخة. واصل جوردي غريغ هذا النجاح في السنوات الخمس التالية. وابتكرت المجلة ملحقات مثل أدلة السفر والمطاعم، وقوائم الأكثر دعوة و"الكتاب الأسود الصغير".
في عام 2011، أصبحت كيت ريردون رئيسة تحرير المجلة. عملت سابقًا كمساعدة أزياء في مجلة فوغ الأمريكية، وأصبحت أصغر مديرة أزياء في تاريخ تاتلر وهي بعمر 21 عامًا. استمرت المجلة في استهداف الجمهور الأكثر ثراءً، حيث بلغ متوسط الدخل السنوي لقرائها 175,000 دولار في 2013. غادرت ريردون المجلة نهاية عام 2017، وتولى ريتشارد دينن المنصب في فبراير 2018.
في عام 2014، بثّت BBC سلسلة وثائقية بعنوان Posh People: Inside Tatler (بالعربية: أناس راقون: داخل مجلة تاتلر)، تناولت فريق التحرير أثناء أداء وظائفهم.
في 2021، كلفت تاتلر الرسام النيجيري أولوولي أوموفيمي برسم آخر لوحة للملكة إليزابيث الثانية قبل وفاتها.
في عام 2024، تم تنظيم فعالية بواسطة "تاتلر آسيا" لاستضافة مباراة هونغ كونغ ضد إنتر ميامي الأمريكي لكرة القدم في هونغ كونغ. ولكن غياب النجم الأرجنتيني ليونيل ميسي عن المشاركة في المباراة أثار ما يُعرف بـ"فوضى ميسي" (بالإنجليزية: Messi Mess)‏، حيث أعرب العديد من المشجعين عن استيائهم وطالبوا باسترداد أموالهم.

## الكتاب الأسود الصغير
يُعد الكتاب الأسود الصغير (بالإنجليزية: Little Black Book)‏ أحد أبرز الميزات السنوية التي تُثير الكثير من النقاش في مجلة تاتلر. وهو ملحق يضم قائمة بـ"الأشخاص الأكثر جاذبية، والأكثر تألقًا، والأكثر تميزًا في المدينة". وقد تضمنت القائمة في السنوات السابقة أفرادًا من خلفيات متنوعة، حيث اجتمع فيها الأرستقراطيون ومصرفيو الاستثمار إلى جانب المشاهير والعاملين في قطاع الإعلام.

## وصلات خارجية
- الموقع الرسمي لمجلة تاتلر
- الموقع الرسمي لمجلة تاتلر آسيا